# Masse cérémonielle

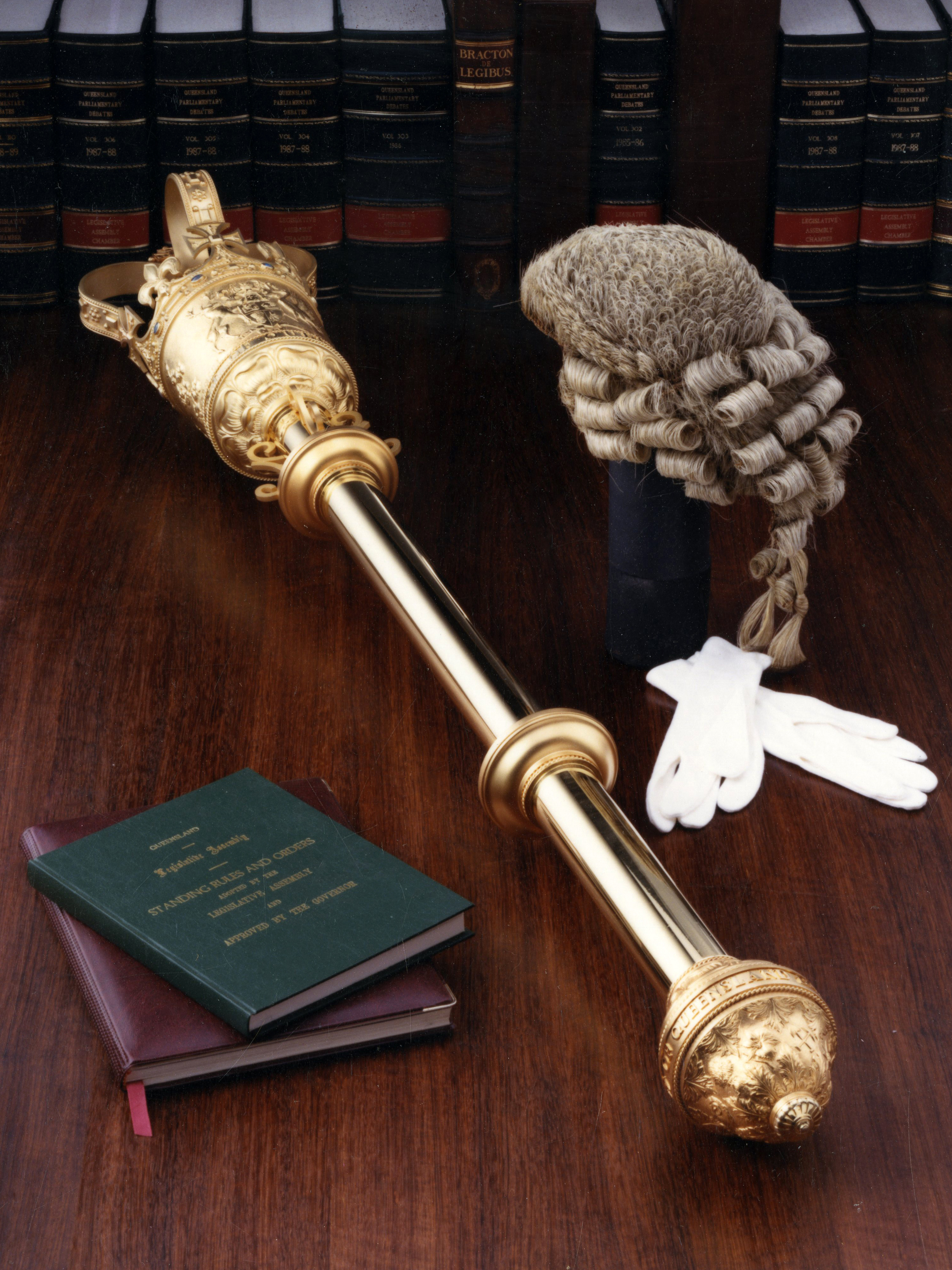
Masse cérémonielle du Parlement du Queensland en Australie.

Une masse cérémonielle ou masse de cérémonie est un bâton orné en métal ou en bois, porté devant un souverain ou un autre haut fonctionnaire lors de cérémonies civiques par un porteur de masse, destiné à représenter la puissance coactive dont il est dépositaire.
La masse, telle qu'elle est utilisée aujourd'hui, dérive de la masse d'armes originale utilisée comme arme contondante.
Les processions présentent souvent des masses, comme lors d'occasions parlementaires ou académiques formelles.
Des masses cérémonielles se retrouvent dans différents pays du Commonwealth comme au Royaume-Uni, en Australie (à la Chambre des représentants d'Australie et au Sénat australien), au Canada (à la Chambre des communes du Canada et au Sénat du Canada), aux Bahamas, au Sri Lanka ou encore au Guyana par exemple. Mais pas seulement, car elles se retrouvent aussi aux Philippines. Des masses cérémonielles se retrouvent aussi dès l'Égypte antique.
Dans certaines facultés françaises, le corps professoral était traditionnellement précédé dans les cérémonies par un appariteur portant la masse de l’établissement. À la faculté de droit de l'Université de Lorraine, la masse est encore présente lors des soutenances de thèse.

## Galerie

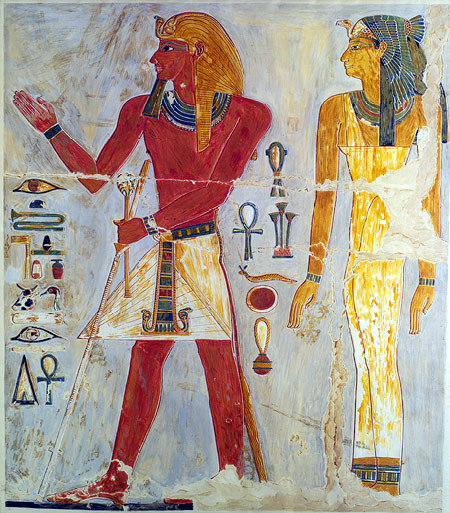
Thoutmôsis Ier portant une masse cérémonielle.
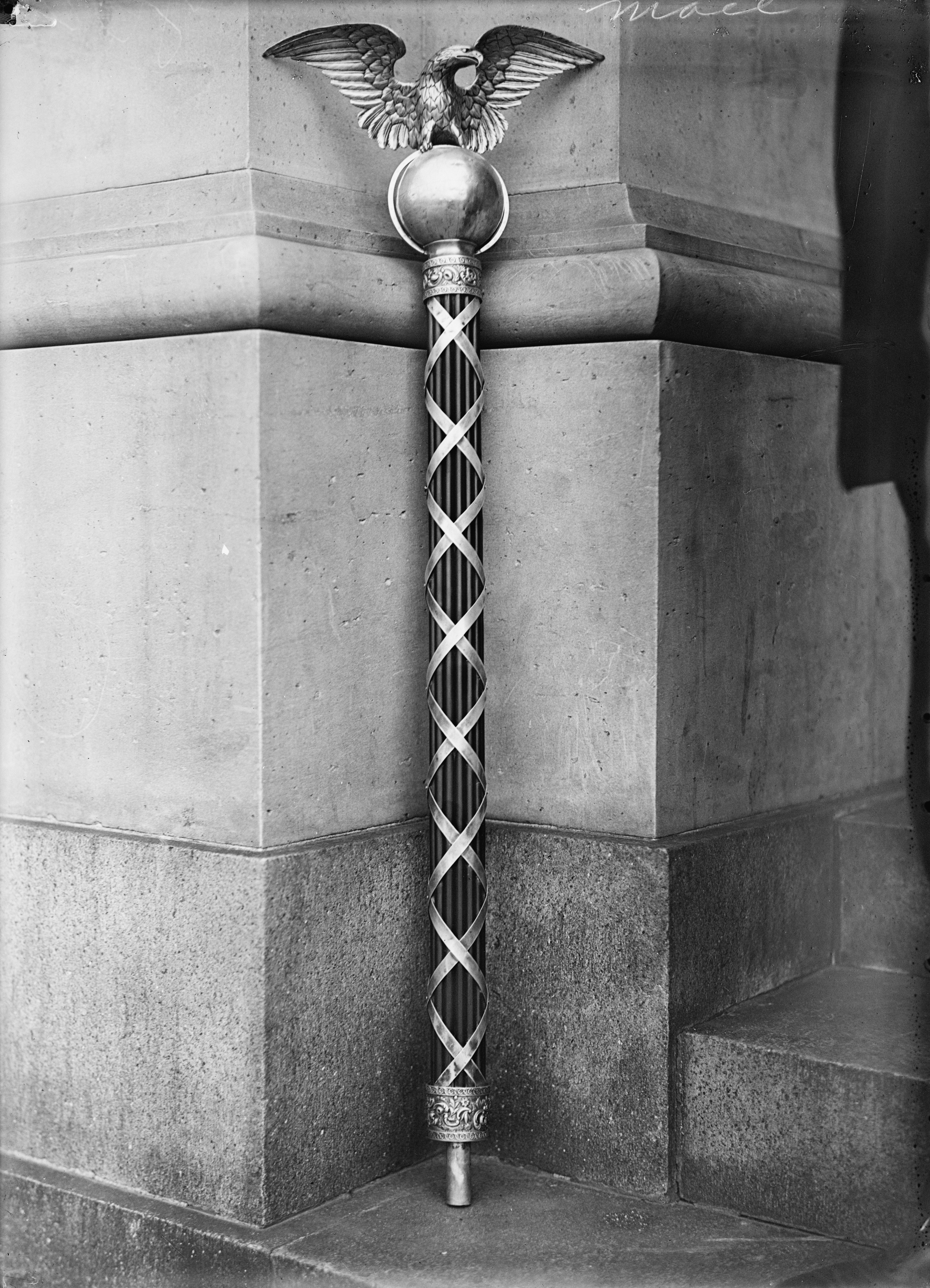
Masse de la Chambre des représentants des États-Unis.
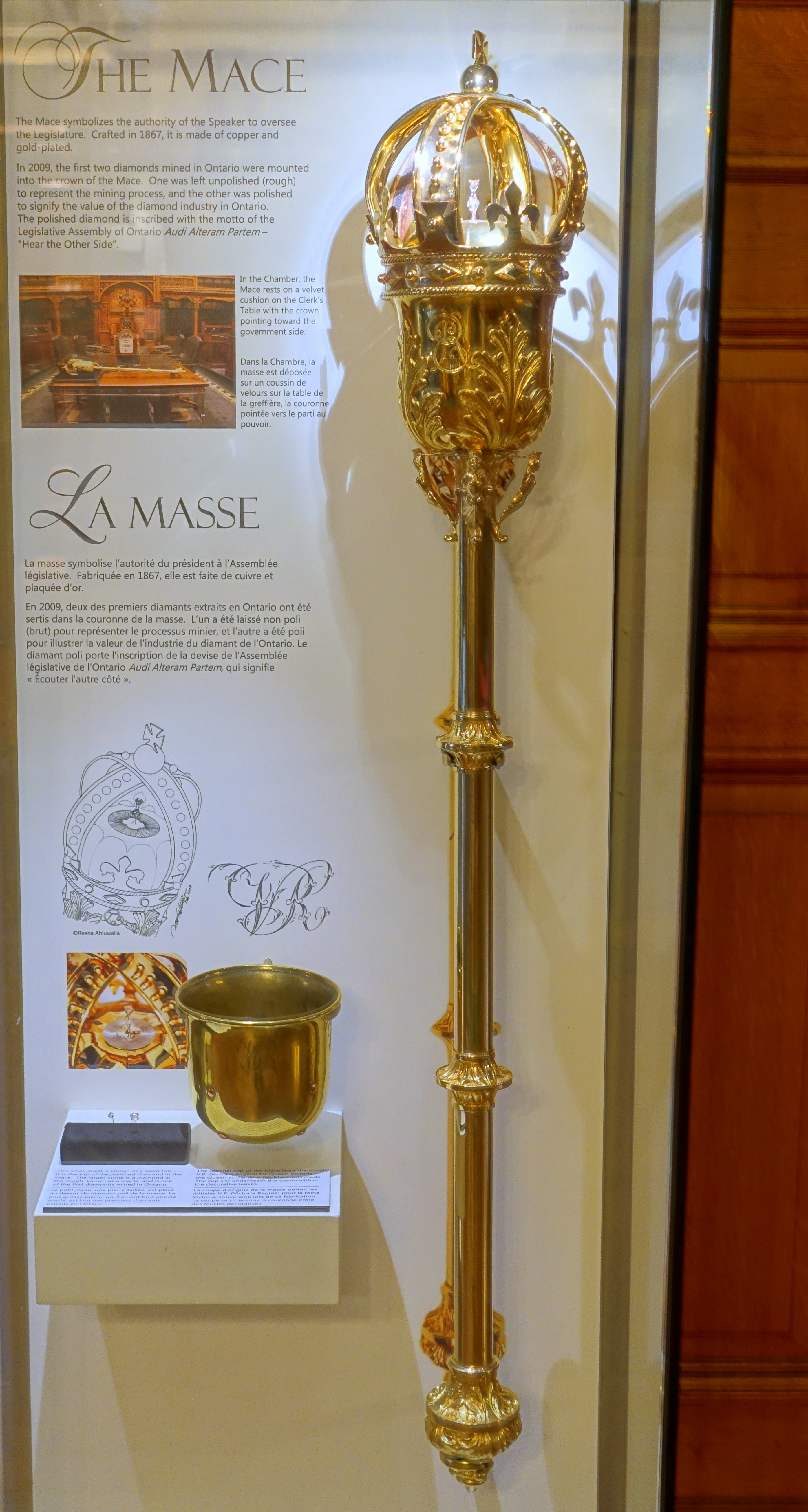
Masse cérémonielle exposée au Canada.
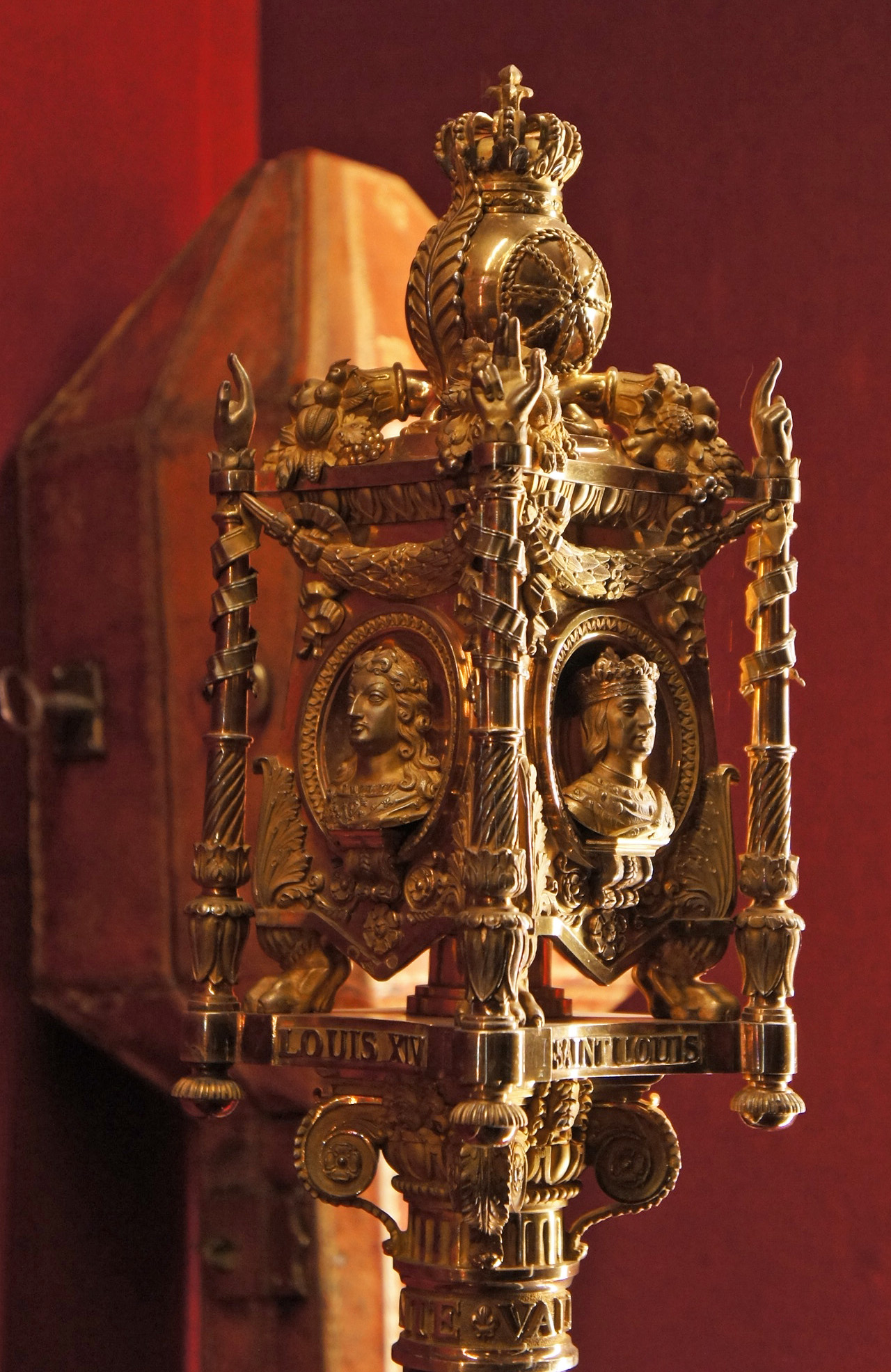
Masse cérémonielle française (Louis XIV).
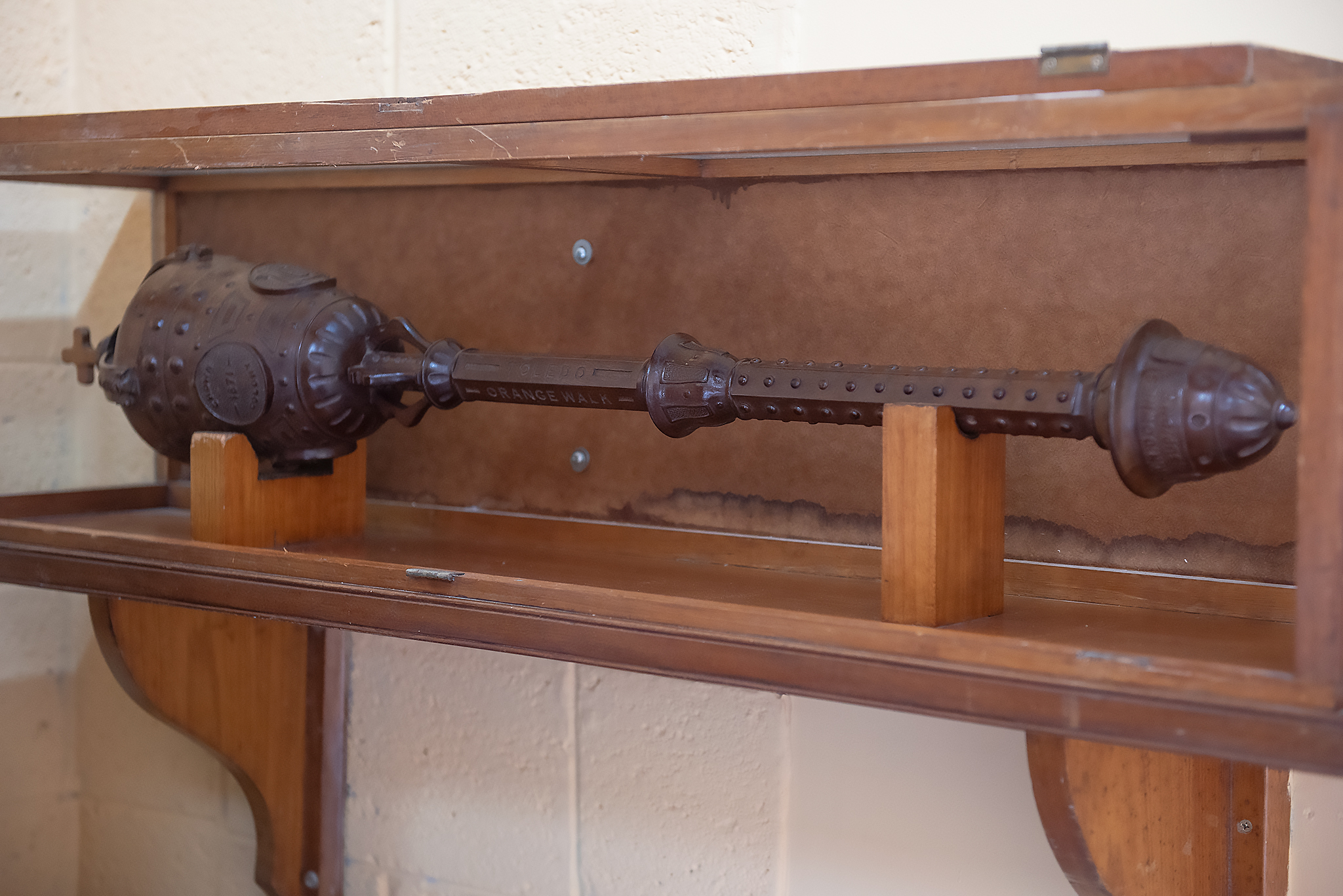
Masse de la Chambre des représentants du Belize.